# Gennadas clavicarpus
Gennadas clavicarpus är en kräftdjursart som beskrevs av De Man 1907. Gennadas clavicarpus ingår i släktet Gennadas och familjen Benthesicymidae. Inga underarter finns listade i Catalogue of Life.